# Ликийски полуостров
Ликийския полуостров е полуостров в Турция, разположен в югозападната част на полуостров Мала Азия. Вдава се в Средиземно море на 75 km между заливите Анталия на изток и Фетхие на запад. Дължина в основата около 140 km. Целият полуостров е зает от хребетите на планинската система на Западен Тавър – Елмалъ (3024 m), Бедаг (връх Акдаг 3086 m), Теке (2375 m), които са изградени предимно от варовици. Планините се спускат със стръмни склонове към бреговете на полуострова. В централните му части са разположени няколко езера (Карагьол, Авлан) и солончаци. Бреговете му са стръмни, с множество малки и тесни заливчета. Най-големите реки са Коджачай на запад и Алакър на изток. Приморските му райони са заети от маквисови горички, планинските части – от широколистни и иглолистни гори, а вътрешните котловини – от солончакови полурустини. Най-голямото населено място е град Фетхие на западния му бряг.